# Kishanganj (distrikt)
Kishanganj är ett distrikt i Indien.   Det ligger i delstaten Bihar, i den nordöstra delen av landet, 1 100 km öster om huvudstaden New Delhi. Antalet invånare är 1 690 400.
Följande samhällen finns i Kishanganj:
- Kishanganj
- Bahādurganj
- Thākurganj
- Pathāmāri